# 放課後広カワ団
放課後広カワ団は、かつて広島県を中心に活動していた女性ローカルアイドルである。

## 概要
2013年1月に行われた「第1回広島カワイイ!!プロジェクトオーディション」の合格者7名（阿部更紗、伊藤風香、上野友菜、小野華純（現おこさまぷれ〜と。）、西浜凜音、林直香、平井優雅）＋研究生1名（三次紗彩）により2013年3月結成。

## 活動歴

### 2013年
- 3月1日 - 放課後広カワ団結成
- 3月8日 - オフィシャルホームページ開設
- 3月9日 - オフィシャルブログ開設
- 3月30日 - アニプリズムにて初お披露目
- 5月3日 - 広島フラワーフェスティバル、ラベンダーステージにて曲の初披露
- 6月1日 - 広島BACK BEATにて初公演 放課後広カワ団「クラブ活動 1時限目」を開催
- 6月23日 - 初の県外公演　小倉あるあるCityにて開催された「RELiGiOUS vs あるあるCity〜8組のアイドル超人編〜」に出演
- 7月6日 - 下松K:TRACKにて開催された「30POSSE誕生祭」ゲスト出演
- 7月7日 - フタバ図書県内3店舗（アルティ福山本店、TERA広島府中店、GIGA祇園店）にてコラボイベント開催
- 7月15日 - 廿日市市スポーツセンターにて行われた「2013サンチェリー健康フェスティバル」出演
- 8月3日-4日 - 広島マリーナホップにて「GoGo!広カワ放送局　夏祭りだよ全員集合」を開催
- 8月17日 - 広島BACK BEATにて定期公演「クラブ活動 2時限目」を開催
- 8月24日 - 車検の速太郎広島向洋店にて開催された「車検の速太郎 夏祭りチャリティーイベント」に出演
- 8月25日 - イオンモール広島府中にて開催された「24時間テレビ イオンモール広島府中特設ステージイベント」に出演
- 8月25日 - タワーレコード広島店にてインストアライブを開催
- 8月25日 - 車検の速太郎広島店にて開催された「車検の速太郎 夏祭りチャリティーイベント」に出演
- 8月31日 - 広島マリーナホップにて「やさいの日応援団就任イベント」を開催
- 9月7日 - 広島駅南口地下広場イベント広場にて「GoGo!広カワ放送局　秋祭りだよ全員集合」を開催
- 9月15日 - フレスタモールカジル横川にてインストアライブを開催
- 9月15日 - 猿猴川右岸特設会場にて開催された「第16回猿猴川河童まつり」出演
- 9月21日 - 旧広島市民球場跡地にて開催された音楽とフードの祭典「ひろフェス!」へ出演
- 9月28日 - 広島BACK BEATにて定期公演「クラブ活動 3時限目」を開催。2nd Single「クラスメイトファンタジー」発売
- 9月29日 - タワーレコード広島店にてインストアライブを開催
- 10月5日-6日 - 広島マリーナホップにて「目覚ましアプリだよ全員集合 2Days!」を開催
- 10月13日 - 広島駅南口地下広場イベント広場にて「センイシティひろしまファッションショー地域とコラボで魅力探索」に出演
- 10月14日 - フタバ図書TERA広島府中店にてインストアイベントを開催
- 10月20日 - 広島みなと公園にて開催された「え〜じゃろ ひろしま2013 大感謝祭 at広島みなと公園」に出演
- 10月26日 - JR貨物広島車両所にて開催された「第20回JR貨物フェスティバル広島車両所公開」に出演
- 10月27日 - 広島駅南口地下広場イベント広場にて開催された「えーじゃんひろしま商工フェア」に出演
- 11月2日 - タワーレコード広島店にてインストアライブを開催
- 11月3日 - フジグラン高陽にて開催された「高陽町商工会主催　こうよう・しらき産直市」に出演
- 11月4日 - フレスタモールカジル横川にてインストアライブを開催
- 11月10日 - 広島マリーナホップにて「マリホでLIVE！放課後広カワ団」を開催
- 11月16日 - フタバ図書アルティ福山本店にてインストアイベントを開催
- 11月23日 - 広島BACK BEATにて定期公演「クラブ活動 4時限目」を開催
- 11月24日 - コンベックス岡山にて開催された「HUGHUG WORLD 2013 アイドルステージ」に出演
- 12月7日 - 広島マリーナホップにて「マリホでLIVE!放課後広カワ団　〜広島少なめごめんなさい〜」を開催
- 12月21日 - 広島BACK BEATにて定期公演「クラブ活動 5時限目」を開催
- 12月26日 - タワーレコード広島店にて開催された「「放課後広カワ団×HR(福岡)」合同ミニライブ＆握手・チェキ会」に出演

### 2014年
- 1月11日 - 広島BACK BEATにて定期公演「クラブ活動 6時限目」を開催
- 1月12日 - タワーレコード岡山店にて開催された「放課後広カワ団 3rd Single「大脱走！」全国発売記念ミニライブ＆サイン握手会」に出演
- 1月12日 - 岡山ライブ・ワン・セピアにて開催された「new year live 2014」に出演
- 1月13日 - フタバ図書 TERA広島府中店にて開催された「放課後広カワ団 3rd Single「大脱走！」全国発売記念ミニライブ＆サイン握手会」に出演
- 1月18日 - フタバ図書 アルティ福山本店にて開催された「放課後広カワ団 3rd Single「大脱走！」全国発売記念ミニライブ＆サイン握手会」に出演
- 1月19日 - 松山銀天街ひめキュンショップにて開催された「放課後広カワ団インストアライブ＆AiCuneミニライブ」に出演
- 1月19日 - 松山キティホールにて開催された「放課後広カワ団 vs AiCune コテコテ対決」に出演
- 1月25日 - 広島マリーナホップ　マーメイドスペースにて開催された「アイドリーナ　広島×山口　＠1」に出演
- 1月26日 - 下松K:TRACKにて開催された「ワールド Id♡l カップ vol.18／vol.19」に出演
- 1月31日 - 新星堂ゆめタウン広島店にて開催された「USTREAM番組「GoGo!広カワ放送局V」公開生放送＆サイン握手会」に出演
- 2月1日 - アルパーク東棟2F　時計の広場にて開催された「放課後広カワ団 3rd Single「大脱走！」全国発売記念ミニライブ＆サイン握手会」に出演
- 2月2日 - エミフルMASAKIグリーンコートにて開催された「ロコティスシアターVol.〜7.5〜番外編　inエミフルMASAKI」に出演
- 2月5日 - 3rd Single「大脱走!」を初の全国流通にて発売
- 2月8日 - 広島BACK BEATにて定期公演「クラブ活動 7時限目」を開催
- 2月9日 - タワーレコードアミュプラザ博多店にて開催された「HR「エボリューションだ」ヒット御礼×放課後広カワ団「大脱走！」発売記念コラボイベント」に出演
- 2月9日 - キャナルシティ博多 サンプラザステージにて開催された「HR「エボリューションだ」ヒット御礼×放課後広カワ団「大脱走！」発売記念コラボイベント」に出演
- 2月9日 - ボックスシアターにて開催された「HR「エボリューションだ」ヒット御礼×放課後広カワ団「大脱走！」発売記念コラボイベント」に出演
- 2月16日 - フタバ図書 TERA広島府中店にて開催された「放課後広カワ団 3rd Single「大脱走！」ご予約大感謝ミニライブ＆サイン握手会」に出演
- 2月22日 - タワーレコード広島店にて開催された「放課後広カワ団 3rd Single「大脱走！」ご予約大感謝ミニライブ＆サイン握手会」に出演
- 3月8日 - 広島BACK BEATにて定期公演「クラブ活動 8時限目」を開催
- 3月9日 - タワーレコード広島店にて開催された「KOBerrieS「未来少年少女」リリース発売記念インストアイベントat広島　リベンジ！！プラス放課後広カワ団参上！！」に出演
- 3月16日 - タワーレコード難波店にて開催された「放課後広カワ団 3rd Single「大脱走！」発売記念ミニライブ＆サイン握手会」に出演
- 3月29日 - 新木場STUDIO COASTにて開催された「『アイドル甲子園FESTIVAL』 supported by 生メール」に出演
- 4月5日 - club cream hiroshimaにて「放課後広カワ団　卒業式　〜桜の咲くころに」を開催
- 4月5日 - club cream hiroshimaにて「放課後広カワ団　新体制発表！　〜ココから私たちは走り続ける！」を開催
- 4月26日 - 広島BACK BEATにて定期公演「クラブ活動 9時限目〜1周年記念ワンマン 僕たちの距離は縮まるハズ〜／クラブ活動 10時限目〜阿部更紗生誕祭〜」を開催
- 5月10日 - タワーレコード広島店にて開催された「放課後広カワ団×アップアップガールズ（仮）×ひろしまMAPLE★S」に出演
- 5月11日 - HMV広島本通店にて開催された「放課後広カワ団インストアライブ&サイン握手会」に出演
- 5月18日 - 広島BACK BEATにて定期公演「クラブ活動 11時限目〜上野友菜生誕祭〜／クラブ活動 12時限目」を開催
- 5月24日 - 滋賀・石山ユーストンにて開催された「SEKIGAHARA IDOL WARS×びわ湖アイドルコレクション Vol.6 〜day〜／〜night〜」に出演

- 6月8日 - 福山駅周辺にて開催された「チャリティーミュージックLIVE2014 in 福山駅前 vol.6」に出演
- 6月22日 - 広島BACK BEATにて定期公演「クラブ活動 13時限目〜平井優雅生誕祭〜／クラブ活動 14時限目〜4thシングル初披露〜」を開催
- 6月28日 - タワーレコード広島店にて開催された「つばさFly／放課後広カワ団　合同インストアイベント！！」に出演
- 7月5日 - フタバ図書MEGA中筋店にて開催された「放課後広カワ団4th Single「助けてピタゴラス」発売記念ユーストリーム公開収録！」に出演
- 7月5日 - フタバ図書TERA広島府中店にて開催された「放課後広カワ団 × ONE × Re:ReKOCHI　合同インストアイベント！！」に出演
- 7月6日 - 山口・徳山駅前（周南市）にて開催された「周南萌えサミット2014」に出演
- 7月6日 - LIVE rise SHUNANにて開催された「萌えサミットアフターパーティーAniProgress!! vol.4」に出演
- 7月12日 - フタバ図書アルティ福山本店にて開催された「放課後広カワ団4th Single「助けてピタゴラス」発売記念インストアライブ！」に出演
- 7月13日 - 愛媛・寒川豊岡海浜公園ふれあいビーチにて開催された「SUNBURST2014 Oasis Stage -SALONKITTY 20th Anniversary-」に出演
- 7月19日 - ライブハウスオクトパス広島にて開催された「仁義なき！？アイドル戦争 vol.1　〜放課後広カワ団 VS パピマシェ〜」に出演
- 7月19日 - HMV広島本通店にて開催された「放課後広カワ団 × パピマシェ　合同インストアイベント！！」に出演
- 7月21日 - 岐阜・桃配運動公園にて開催された「SEKIGAHARA IDOL WARS 2014〜関ケ原唄姫合戦〜」に出演
- 7月27日 - 広島BACK BEATにて定期公演「クラブ活動 15時限目／クラブ活動 16時限目」を開催

## ディスコグラフィー
| #   | 発売日        | タイトル                       | 形態    | 品番      | レーベル      | 備考         | デイリー最高位 | ウィークリー最高位 |
| --- | ------------- | ------------------------------ | ------- | --------- | ------------- | ------------ | -------------- | ------------------ |
| 1st | 2013年6月1日  | 虹色ダイヤモンド               | CD      | VIRGO-003 | VIRGO RECORDS | 会場限定発売 | -              | -                  |
| 2nd | 2013年9月28日 | クラスメイトファンタジー       | CD      | VIRGO-004 | VIRGO RECORDS | 会場限定発売 | -              | -                  |
| 3rd | 2014年2月5日  | 大脱走！                       | CD      | VIRGO-005 | VIRGO RECORDS | 全国流通盤   | 29位           | 94位               |
| 4th | 2014年8月13日 | 助けてピタゴラス               | CD      | VIRGO-006 | VIRGO RECORDS | 全国流通盤   | 31位           | 67位               |
| 4th | 2014年8月13日 | 助けてピタゴラス（初回限定盤） | CD＋DVD | VIRGO-007 | VIRGO RECORDS | 全国流通盤   | 31位           | 67位               |

## 携帯アプリ
- 広カワ電卓、iOS、Android、株式会社リンクスペース
- 広カワ目覚まし、iOS、Android、株式会社リンクスペース

## 出演

### ラジオ
- GoGo！広カワ放送局（2013年3月6日-2013年8月28日、FMはつかいち）
- GoGo！広カワ放送局A（2013年9月6日-2013年11月29日、FMはつかいち）

### テレビ
- テレビ派（2013年8月27日、広島テレビ、やさいの日応援団としての街頭PR）
- ぐるぐるスクール（2013年11月24日、広島テレビ）
- 最新トレンド乱キング!リア10（2014年5月4日、TBS）
- MUSiC×iD Plus（2014年6月13日、スペースシャワーTV PLUS）

### 雑誌
- TJ HIROSHIMA 9月号（2013年8月25日発売、インタビュー掲載）
- TRASH-UP!! vol.17（2014年2月25日発売、特集2アイドル50人に聞く2013私のベスト5!!へ西浜凜音が参加）

## 定期公演
| 開催年月日     | 開催回                                                          | ゲスト                                                                                 |
| -------------- | --------------------------------------------------------------- | -------------------------------------------------------------------------------------- |
| 2013年6月1日   | 初公演！クラブ活動1時限目                                       | ひめキュンフルーツ缶（愛媛）                                                           |
| 2013年8月17日  | クラブ活動2時限目                                               | きみともキャンディ（香川）、S-Qty（岡山）、my♪ラビッツ（岡山）                         |
| 2013年9月28日  | クラブ活動3時限目                                               | 山口活性学園（山口）、30POSSE（山口）                                                  |
| 2013年11月23日 | クラブ活動4時限目                                               | れいしゅしゅ（福岡）、ぶれいず（大分）、岡本柚果（福岡）                               |
| 2013年12月21日 | クラブ活動5時限目                                               | 久米知里、すぷらっしゅレボリューション from HR「小林まゆ、國本満里菜、安田玲」（福岡） |
| 2014年1月11日  | クラブ活動6時限目                                               | S★KIP（高知）、10COLOR’S（山口）、だいやぁ☆もんど（鳥取）                              |
| 2014年2月8日   | クラブ活動7時限目                                               | I'S9（福岡）、パピマシェ（福岡）                                                       |
| 2014年3月8日   | クラブ活動8時限目                                               | ひろしまMAPLE★S（広島）                                                                |
| 2014年4月26日  | クラブ活動9時限目〜1周年記念ワンマン 僕たちの距離は縮まるハズ〜 | -                                                                                      |
| 2014年4月26日  | クラブ活動10時限目〜阿部更紗生誕祭〜                            | -                                                                                      |
| 2014年5月18日  | クラブ活動11時限目〜上野友菜生誕祭〜                            | -                                                                                      |
| 2014年5月18日  | クラブ活動12時限目                                              | -                                                                                      |
| 2014年6月22日  | クラブ活動13時限目〜平井優雅生誕祭〜                            | -                                                                                      |
| 2014年6月22日  | クラブ活動14時限目〜4thシングル初披露〜                         | -                                                                                      |
| 2014年7月26日  | クラブ活動15時限目                                              | BUNNY♡KISS（京都）                                                                     |
| 2014年7月26日  | クラブ活動16時限目                                              | BUNNY♡KISS（京都）                                                                     |